# Lyceum Alpinum Zuoz
El Lyceum Alpinum Zuoz es un internado que se encuentra en la localidad de Zuoz, cerca de St. Moritz, en Suiza, en la parte alta de la comuna, en el barrio de Surmulins.

## Organización e historia
En esta escuela se puede obtener el título del Bachillerato Internacional. Los alumnos pueden obtener el Certificado de Madurez suizo (alemán o alemán/inglés), el Bachillerato alemán y, exclusivamente en inglés, el Bachillerato Internacional (IB).
El colegio fue fundado en 1904 por engladinos como una institución de alta montaña para niños con dificultades, cuyos padres pasaban las vacaciones en St. Moritz y no querían que sus hijos interrumpieran sus estudios. En poco tiempo, se convirtió en una prestigiosa escuela de secundaria solo para chicos; más tarde se admitieron también chicas y se fue fraguando su fama internacional. Unos doscientos alumnos viven en el internado, otros cien son externos y provienen de la región. Los estudiantes abarcan edades comprendidas entre los 12 y los 18 años. Es una escuela famosa por su internacionalidad y su amplio programa deportivo. En la escuela cohabitan alumnos procedentes de más de treinta países.

## Teatro
Existen dos compañías teatrales escolares. Desde el 2006 la compañía germana Shakespeare Company escenifica sobre todo obras de autores británicos. Por otro lado, la compañía inglesa, Theatre Company, realiza de manera autónoma montajes teatrales exclusivamente en inglés. En diciembre del 2011 se inauguró el Zuoz Globe, el primer teatro permanente de Engladina.

## The Zuoz Club
El Zuoz Club es el nombre que recibe la organización de alumnos del Lyceum Alpinum Zuoz.

## Graduados
- Karlheinz Böhm
- Thomas Gold
- André Gorz
- Götz George
- Ferdinand Piëch (Dr. por diseñar un motor de Fórmula 1, salvo de la bancarrota a VW y la convirtió en líder mundial)
- Anton Piëch
- Juan Adán II de Liechtenstein
- Gunter Sachs